# Christa Karnath

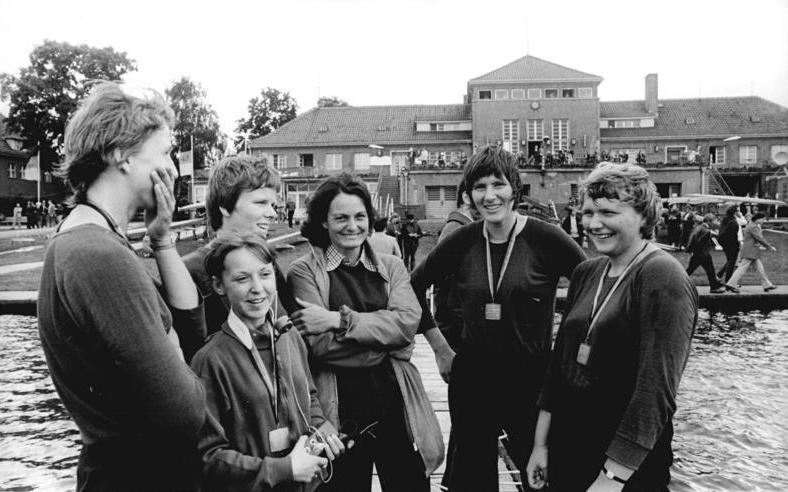
Christa Karnath (vorn) nach dem Gewinn der DDR-Meisterschaften im Vierer 1974

Christa Karnath (* 17. November 1956) ist eine ehemalige Ruderin aus der DDR.
Die 1,54 m große Christa Karnath vom SC DHfK Leipzig war Steuerfrau des Vierer mit Steuerfrau, der in der Besetzung Renate Schlenzig, Sabine Dähne, Angelika Noack, Rosel Nitsche und Karnath den DDR-Meistertitel 1973 und 1974 gewann. 1973 steuerte Karnath auch den Achter zum Meistertitel, 1974 und 1975 war sie Vizemeisterin.
Bei den Ruder-Europameisterschaften 1973 belegte der DDR-Vierer mit Maria Notbohm, Rosel Nitsche, Angelika Noack, Sabine Dähne und Steuerfrau Christa Karnath den zweiten Platz hinter dem Vierer aus den Niederlanden. 1974 fanden erstmals Ruder-Weltmeisterschaften in den Frauen-Bootsklassen statt. Den ersten Titel im Vierer gewannen Schlenzig, Dähne, Noack, Nitsche und Steuerfrau Karnath.